# Bengt Fahlkvist
Bengt Fahlkvist   (Helgesta, 15 d'abril de 1922 - Flen, 7 de març de 2004) va ser un lluitador suec que va compaginar la lluita lliure i la lluita grecoromana durant les dècades de 1940 i 1950.
El 1948 va prendre part en els Jocs Olímpics d'Estiu de Londres, on va guanyar la medalla de bronze en la competició del pes semipesant del programa de lluita lliure. Quatre anys més tard, als Jocs de Hèlsinki, fou sisè en la categoria del pes pesant del programa de lluita grecoromana. En el seu palmarès també destaca una medalla d'or en el pes pesant al Campionat d'Europa de lluita de 1946 i el campionat suec de 1946 i 1947.